# Ctenosaura similis
Espèce
Synonymes
- Iguana similis Gray, 1831
- Ctenosaura completa Bocourt, 1874

Statut de conservation UICN

 LC  : Préoccupation mineure
Ctenosaura similis, cténosaure noir ou iguane à queue épineuse noire est une espèce de sauriens de la famille des Iguanidae.

## Répartition et habitat
Cette espèce se rencontre dans le sud du Mexique, au Belize, au Guatemala, au Salvador, au Honduras, au Nicaragua, au Costa Rica, au Panama et dans l'archipel de San Andrés, Providencia et Santa Catalina en Colombie. Elle a été introduite en Floride aux États-Unis et au Venezuela.
Ce sont de bon grimpeurs qui habitent principalement des zones rocheuses.

## Description

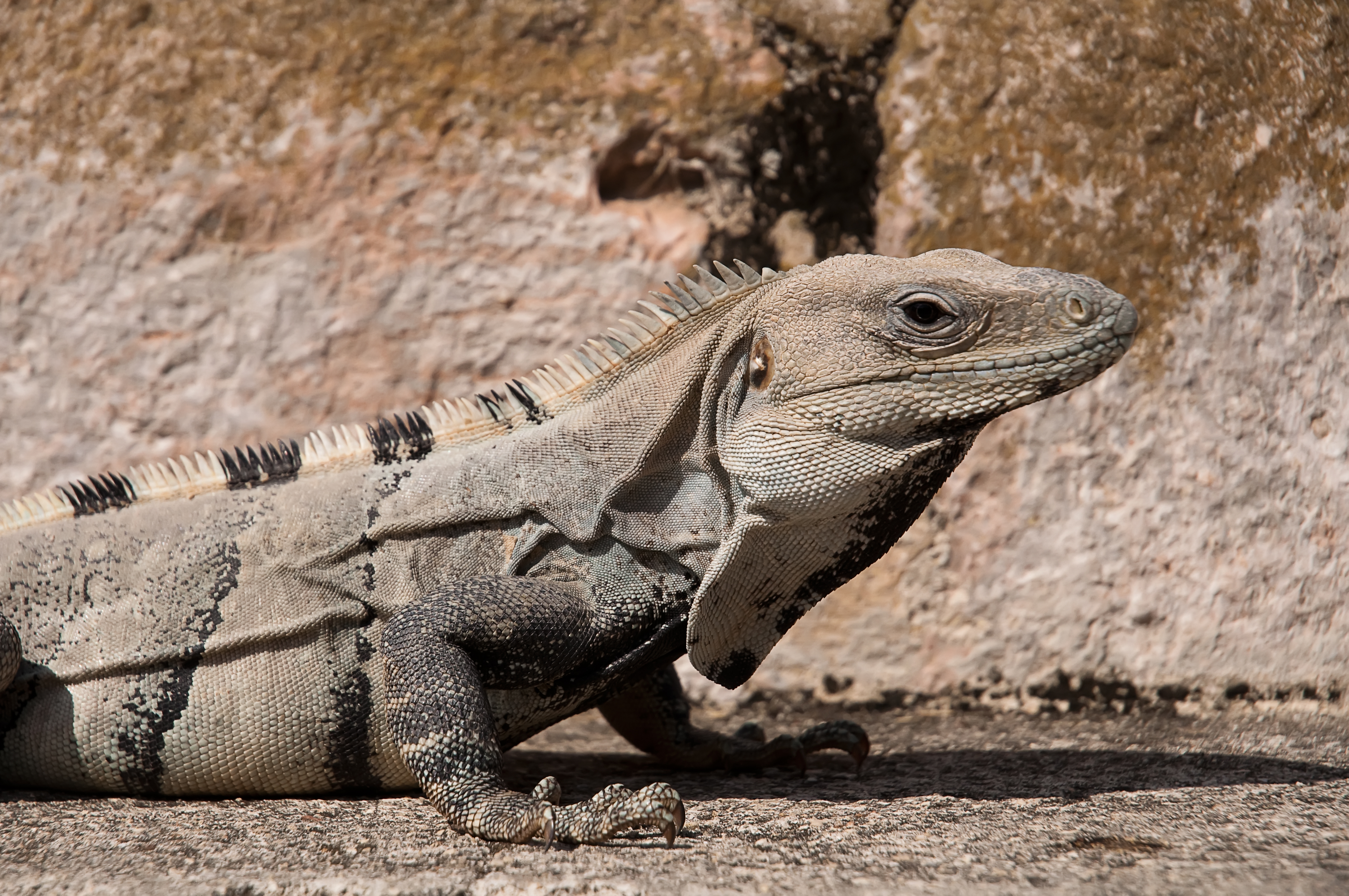
Ctenosaura similis

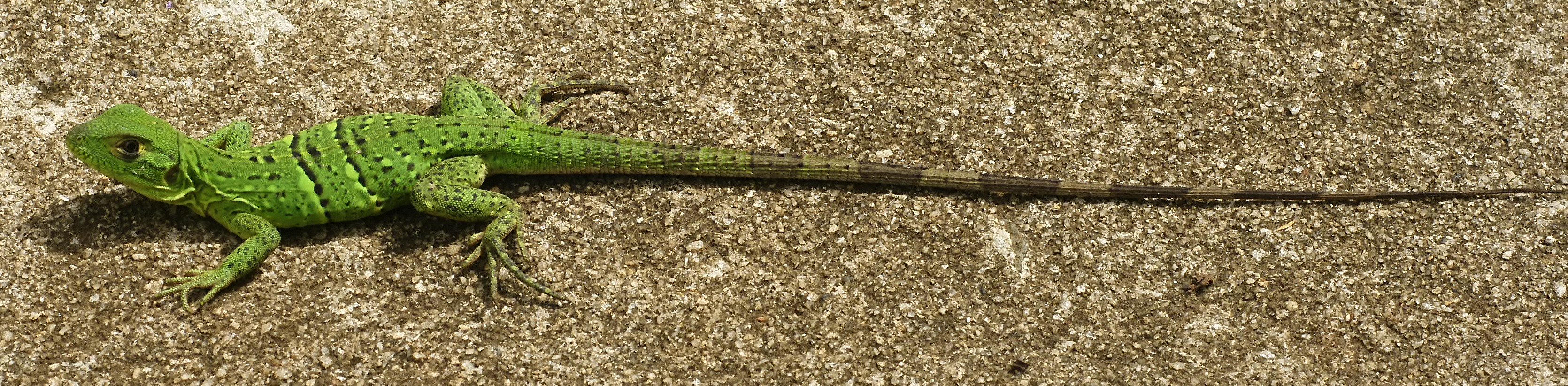
Ctenosaura similis juvénile

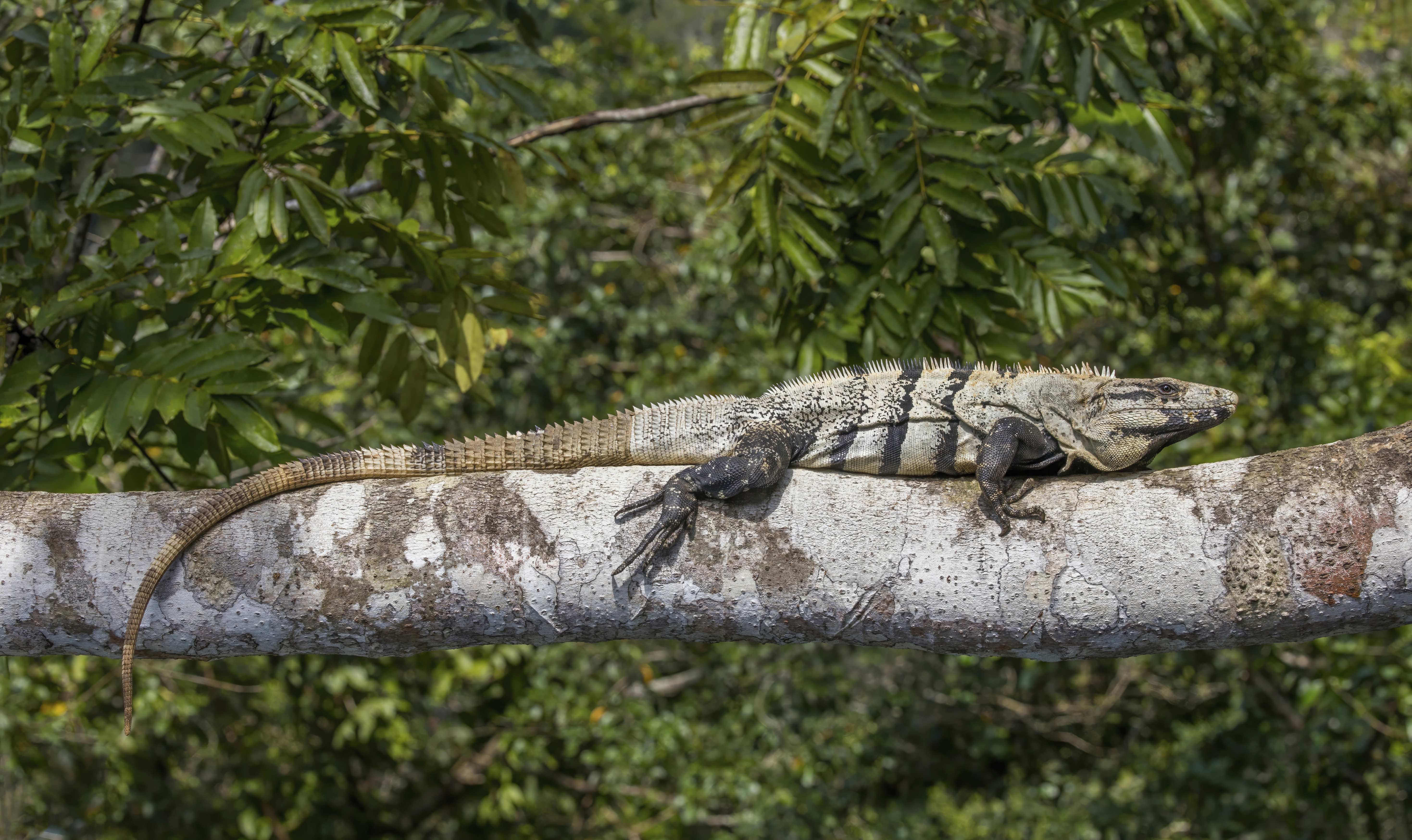
Ctenosaura similis dans le district de Cayo à Belize. Mars 2023.

Cet iguane atteint environ 1,5 mètre, les femelles étant plus courtes (environ 1 mètre). Il a une crête dorsale jusqu'au milieu du dos.
Ils sont diurnes et principalement herbivores, mais peuvent occasionnellement consommer de petits animaux, des œufs ou encore des arthropodes. Les jeunes sont plus volontiers insectivores et deviennent herbivores en grandissant.

## Reproduction
La reproduction a lieu au printemps. Les femelles pondent jusqu'à 30 œufs qui incubent durant environ 3 mois.
Köhler & Blinn, 2000, Gutsche & Köhler, 2004 et Schulte, 2007 rapportent des hybridations naturelles entre cette espèce et Ctenosaura bakeri.

## Liste des sous-espèces
Selon The Reptile Database (1 décembre 2012) :
- Ctenosaura similis multipunctata Barbour & Shreve, 1934
- Ctenosaura similis similis (Gray, 1831)

## Publications originales
- Barbour & Shreve, 1934 : A new race of Rock Iguana. Occasional Papers of the Boston Society of Natural History, vol. 8, p. 197-198 (texte intégral).
- Gray, 1831 "1830" : A synopsis of the species of Class Reptilia. The animal kingdom arranged in conformity with its organisation by the Baron Cuvier with additional descriptions of all the species hither named, and of many before noticed, V Whittaker, Treacher and Co., London, vol. 9, Supplement, p. 1-110 (texte intégral).